# Alexander Beilinson
Pour les articles homonymes, voir Beilinson.
Alexander A. Beilinson est un mathématicien, professeur à l'université de Chicago, né en 1957 à Moscou. Ses recherches portent sur la théorie des représentations, la géométrie algébrique et la physique mathématique.

## Travaux
En 1978, Beilinson publie un article sur les faisceaux cohérents (en) et plusieurs problèmes d'algèbre linéaire. Sa note de deux pages dans la revue Functional Analysis and its applications est l'un des articles sur l'étude des catégories dérivées de faisceaux cohérents.
En 1981, Beilinson annonce une preuve de la conjectures de Kazhdan-Lusztig et des conjectures de Jantzen avec Joseph Bernstein. Indépendamment de Beilinson et Bernstein, Jean-Luc Brylinski et Masaki Kashiwara ont obtenu une preuve des conjectures de Kazhdan-Lusztig. Cependant, la preuve de Beilinson-Bernstein apporte en plus une méthode de localisation qui établit une description géométrique de l'ensemble de la catégorie des représentations de l'algèbre de Lie, par « l'étalement » des représentations géométriques des objets de la vie sur la variété de drapeaux généralisée. Ces objets géométriques ont naturellement une notion intrinsèque de transport parallèle : ce sont des D-modules.
En 1982, Beilinson travaille avec Joseph Bernstein, Pierre Deligne et Ofer Gabber sur les faisceaux pervers : ils établissent le « théorème de décomposition de Beilinson, Bernstein, Deligne et Gabber » qui entraîne, grâce au théorème de pureté (en) de Gabber, le très difficile théorème de Lefschetz sur les hyperplans.
En 1982 également, Beilinson publie ses propres conjectures sur l'existence de groupes de cohomologie motivique pour des schémas, réalisés comme des groupes d'hyperhomologie (en) d'un complexe de groupes abéliens et liés à la K-théorie algébrique par une suite spectrale motivique analogue à la suite spectrale d'Atiyah-Hirzebruch (en) en topologie algébrique. Ces conjectures ont depuis été nommées conjectures de Beilinson-Soulé ; elles sont étroitement liées au programme de Vladimir Voïevodski pour développer une théorie homotopique pour les schémas.
En 1984, Beilinson publie une étude intitulée Régulateurs supérieurs et valeurs des fonctions L, dans lesquelles il associe les régulateurs supérieurs à la K-théorie et leur relation avec les fonctions L. L'article fournit également une généralisation des variétés arithmétiques de la  conjecture de Quillen-Lichtenbaum (en) pour les groupes de K-théorie des anneaux numériques, la conjecture de Hodge, la  conjecture de Tate (en) à propos des cycles algébriques, la conjecture de Birch et Swinnerton-Dyer sur les courbes elliptiques K2.
Beilinson continue de travailler sur la K-théorie algébrique au milieu des années 1980. Il collabore avec Pierre Deligne sur le développement d'une interprétation motivique des fonctions polylogarithmes de Don Zagier.
Depuis le début des années 1990, Beilinson travaille avec Vladimir Drinfeld afin de reconstruire la théorie des algèbres vertex. Après une diffusion informelle, cette recherche est publiée en 2004 dans une monographie sur les algèbres chirales. Cela conduit à de nouvelles avancées dans la théorie conforme des champs, dans la théorie des cordes et dans le programme de Langlands. Il est chercheur-invité à l'Institute for Advanced Study durant l'automne 1994 et de 1996 à 1998.

## Prix et distinctions
En 1999, Beilinson reçoit le Prix Ostrowski avec Helmut Hofer. En 1984, il est lauréat du prix mathématique de la Société mathématique de Moscou. En 2018, il reçoit le Prix Wolf de mathématiques.
En 1983, Beilinson est orateur invité au congrès international des mathématiciens à Varsovie avec une conférence intitulée Localization of representations of reductive Lie algebras. En 2000, il devient membre de l'Academia Europaea. Il est élu membre de l'Académie américaine des arts et des sciences en 2008. En 2017, il est élu à l'Académie nationale des sciences. En 2020, David Kazhdan et lui reçoivent le Prix Shaw « pour leur immense influence et leurs profondes contributions à la théorie des représentations, ainsi qu'à de nombreux autres domaines des mathématiques. »

## Sélection de publications
- (en) Alexander Beilinson et Victor Ginzburg, Chiral Algebras, vol. 51, Providence, RI, American Mathematical Society, coll. « Colloquium Publications », 2004, 375 p. (ISBN 978-0-8218-3528-9, ISSN 0065-9258, zbMATH 02121180, présentation en ligne).
- (en) Alexander Beilinson, Victor Ginzburg et Wolfgang Soergel, « Koszul duality patterns in representation theory », Journal of the American Mathematical Society, American Mathematical Society, vol. 9, no 2,‎ avril 1996, p. 473-527 (ISSN 0894-0347, DOI 10.1090/S0894-0347-96-00192-0 , zbMATH 0864.17006, lire en ligne).
- (en) Alexander Beilinson, George Lusztig et Robert MacPherson, « A geometric setting for the quantum deformation of GLn », Duke Mathematical Journal, vol. 61, no 2,‎ 1990, p. 655-677 (ISSN 0012-7094, DOI 10.1215/S0012-7094-90-06124-1).
- (en) Alexander Beilinson, Victor Ginzburg et Wolfgang Soergel, « Koszul duality », Journal of Geometry and Physics, vol. 5, no 3,‎ 1988, p. 317-350 (ISSN 0393-0440, DOI 10.1016/0393-0440(88)90028-9).
- (en) Alexander Beilinson, « How to glue perverse sheaves », dans K-theory, arithmetic and geometry (Manin seminar, Moscow, 1984--1986), vol. 1289, Springer, coll. « Lecture Notes in Mathematics », 1987, p. 42-51.
- (en) Alexander Beilinson, « On the derived category of perverse sheaves », dans K-theory, arithmetic and geometry (Manin seminar, Moscow, 1984--1986), vol. 1289, Springer-Verlag, coll. « Lecture Notes in Mathematics », 1987, p. 27-41.
- (en) Alexander Beilinson, Vadim Schechtman et Robert MacPherson, « Notes on motivic cohomology », Duke Mathematical Journal, vol. 54, no 2,‎ 1987, p. 679-710 (ISSN 0012-7094, DOI 10.1215/S0012-7094-87-05430-5).
- (en) Alexander Beilinson, « Notes on absolute Hodge cohomology », dans Applications of algebraic K-theory to algebraic geometry and number theory, Part I (Boulder, Colo., 1983), vol. 55, American Mathematical Society, coll. « Contemporary Mathematics », 1986, 818 p. (ISBN 978-0821850558, MR 862628), p. 35-68.
- (en) Alexander Beilinson, « Higher regulators and values of L-functions », Itogi Nauki i Tekhniki (Current problems in mathematics), Moscou, Akad. Nauk SSSR Vsesoyuz. Inst. Nauchn. i Tekhn. Inform., vol. 24,‎ 1984, p. 181-238.
- Alexander Beilinson, Joseph Bernstein, Pierre Deligne et Ofer Gabber, Faisceaux pervers : Analysis and topology on singular spaces, I (Luminy, 1981), vol. 100, Paris, Société Mathématique de France, coll. « Astérisque », 2018 (1re éd. 1982), 180 p. (ISBN 978-2-85629-878-7, présentation en ligne).
- (en) Alexander Beilinson, « Residues and adèles », Funktsional. Anal. I Prilozhen., Moscou, vol. 14, no 1,‎ 1980, p. 44-45 (ISSN 0374-1990).
- (en) Alexander Beilinson, « Coherent sheaves on Pn and problems in linear algebra », Funktsional. Anal. I Prilozhen., Moscou, vol. 12, no 3,‎ 1978, p. 68-69 (ISSN 0374-1990, DOI 10.1007/BF01681436, S2CID 122566865).